# Segunda División de Chile 1983
Segunda División de Chile 1983 var 1983 års säsong av den näst högsta nationella divisionen för fotboll i Chile, som vanns av Cobresal som således tillsammans med andraplacerade San Luis de Quillota gick upp i Primera División (den högsta divisionen), medan Deportes Laja, Malleco Unido, Deportes La Serena och Coquimbo Unido gick till uppflyttningskval. Santiago Morning och Colchagua flyttades ner medan San Antonio Unido, Deportes Ovalle, Curicó Unido och Ñuble Unido gick till nedflyttningskval. Segunda División 1983 bestod av 24 lag där alla mötte varandra en gång, vilket gav totalt 23 matcher per lag, och utöver det spelade varje lag ytterligare tio matcher vardera, vilket innebar att totalt 33 matcher spelades per lag. Efter dessa 33 matcher gick de två främsta lagen upp en division och lag 3 till 6 gick till uppflyttningskval. Lag 19 till 22 gick till nedflyttningskval, medan de två sista lagen flyttades ner.

## Gruppspel

### Första fasen
Lagen mötte alla lag inom sin egen grupp två gånger, vilket gav totalt 22 matcher per lag. San Luis de Quillota, Cobresal och Coquimbo Unido hade en extrapoäng vardera för att ha kommit till semifinal i Copa Chile 1983 - Segunda División.
| Nr | Lag                  | S  | V  | O | F  | GM | IM | MS  | P  |
| -- | -------------------- | -- | -- | - | -- | -- | -- | --- | -- |
| 1  | Cobresal             | 22 | 17 | 5 | 0  | 48 | 10 | +38 | 40 |
| 2  | San Luis de Quillota | 22 | 11 | 8 | 3  | 30 | 19 | +11 | 31 |
| 3  | Deportes La Serena   | 22 | 8  | 8 | 6  | 32 | 31 | +1  | 24 |
| 4  | Unión La Calera      | 22 | 8  | 7 | 7  | 31 | 28 | +3  | 23 |
| 5  | Unión Santa Cruz     | 22 | 7  | 8 | 7  | 35 | 34 | +1  | 22 |
| 6  | Deportes Ovalle      | 22 | 8  | 6 | 8  | 23 | 20 | +3  | 22 |
| 7  | Coquimbo Unido       | 22 | 7  | 6 | 9  | 33 | 28 | +5  | 21 |
| 8  | San Antonio Unido    | 22 | 8  | 5 | 9  | 25 | 30 | −5  | 21 |
| 9  | Quintero Unido       | 22 | 7  | 5 | 10 | 22 | 34 | −12 | 19 |
| 10 | General Velásquez    | 22 | 6  | 5 | 11 | 26 | 39 | −13 | 17 |
| 11 | Colchagua            | 22 | 5  | 4 | 13 | 32 | 46 | −14 | 14 |
| 12 | Santiago Morning     | 22 | 4  | 5 | 13 | 27 | 45 | −18 | 13 |

| Nr | Lag                   | S  | V  | O  | F  | GM | IM | MS  | P  |
| -- | --------------------- | -- | -- | -- | -- | -- | -- | --- | -- |
| 1  | Deportes Laja         | 22 | 12 | 6  | 4  | 38 | 26 | +12 | 30 |
| 2  | Deportes Concepción   | 22 | 11 | 4  | 7  | 28 | 22 | +6  | 26 |
| 3  | Deportes Victoria     | 22 | 8  | 8  | 6  | 28 | 21 | +7  | 24 |
| 4  | Malleco Unido         | 22 | 7  | 10 | 5  | 26 | 19 | +7  | 24 |
| 5  | Lota Schwager         | 22 | 10 | 4  | 8  | 27 | 27 | 0   | 24 |
| 6  | Iberia                | 22 | 8  | 7  | 7  | 29 | 29 | 0   | 23 |
| 7  | Linares Unido         | 22 | 6  | 10 | 6  | 36 | 35 | +1  | 22 |
| 8  | Deportes Puerto Montt | 22 | 6  | 9  | 7  | 28 | 29 | −1  | 21 |
| 9  | Deportes Valdivia     | 22 | 6  | 9  | 7  | 26 | 29 | −3  | 21 |
| 10 | Ñuble Unido           | 22 | 7  | 4  | 11 | 25 | 30 | −5  | 18 |
| 11 | Curicó Unido          | 22 | 4  | 9  | 9  | 25 | 37 | −12 | 17 |
| 12 | Provincial Osorno     | 22 | 2  | 10 | 10 | 20 | 32 | −12 | 14 |

### Andra fasen
De sex främsta i en grupp slogs ihop med de sex sämsta i den andra gruppen. På detta sätt skapades två nya grupper om tolv lag. Lagen mötte varandra en gång vilket innebar totalt elva matcher.
| Nr | Lag                   | S  | V | O | F | GM | IM | MS  | P  |
| -- | --------------------- | -- | - | - | - | -- | -- | --- | -- |
| 1  | Cobresal              | 11 | 6 | 4 | 1 | 19 | 8  | +11 | 16 |
| 2  | Deportes La Serena    | 11 | 7 | 2 | 2 | 22 | 15 | +7  | 16 |
| 3  | Provincial Osorno     | 11 | 5 | 4 | 2 | 12 | 11 | +1  | 14 |
| 4  | Unión La Calera       | 11 | 5 | 3 | 3 | 20 | 16 | +4  | 13 |
| 5  | San Luis de Quillota  | 11 | 6 | 1 | 4 | 23 | 13 | +10 | 13 |
| 6  | Deportes Linares      | 11 | 5 | 2 | 4 | 20 | 15 | +5  | 12 |
| 7  | Deportes Puerto Montt | 11 | 5 | 2 | 4 | 17 | 18 | −1  | 12 |
| 8  | Deportes Valdivia     | 11 | 3 | 3 | 5 | 14 | 19 | −5  | 9  |
| 9  | Unión Santa Cruz      | 11 | 3 | 2 | 6 | 22 | 24 | −2  | 8  |
| 10 | Curicó Unido          | 11 | 2 | 4 | 5 | 13 | 21 | −8  | 8  |
| 11 | Ñuble Unido           | 11 | 2 | 2 | 7 | 12 | 21 | −9  | 6  |
| 12 | Deportes Ovalle       | 11 | 2 | 1 | 8 | 8  | 21 | −13 | 5  |

| Nr | Lag                 | S  | V | O | F | GM | IM | MS  | P  |
| -- | ------------------- | -- | - | - | - | -- | -- | --- | -- |
| 1  | Coquimbo Unido      | 11 | 7 | 3 | 1 | 25 | 10 | +15 | 17 |
| 2  | Malleco Unido       | 11 | 5 | 6 | 0 | 21 | 11 | +10 | 16 |
| 3  | Lota Schwager       | 11 | 4 | 5 | 2 | 13 | 14 | −1  | 13 |
| 4  | General Velásquez   | 11 | 3 | 6 | 2 | 22 | 17 | +5  | 12 |
| 5  | Quintero Unido      | 11 | 4 | 4 | 3 | 18 | 13 | +5  | 12 |
| 6  | Deportes Laja       | 11 | 3 | 6 | 2 | 17 | 12 | +5  | 12 |
| 7  | Deportes Victoria   | 11 | 4 | 4 | 3 | 15 | 14 | +1  | 12 |
| 8  | Deportes Concepción | 11 | 3 | 4 | 4 | 15 | 17 | −2  | 10 |
| 9  | Colchagua           | 11 | 2 | 5 | 4 | 12 | 14 | −2  | 9  |
| 10 | San Antonio Unido   | 11 | 2 | 3 | 6 | 11 | 24 | −13 | 7  |
| 11 | Santiago Morning    | 11 | 1 | 4 | 6 | 11 | 21 | −10 | 6  |
| 12 | Iberia              | 11 | 1 | 4 | 6 | 7  | 20 | −13 | 6  |

## Sammanlagd tabell
Tabellen fastställdes i en sammanlagd tabell med samtliga lag. San Luis de Quillota, Cobresal och Coquimbo Unido hade en extrapoäng vardera för att ha kommit till semifinal i Copa Chile 1983 - Segunda División.
Lag 1–2: Uppflyttade till Primera División.
Lag 3–6: Till uppflyttningskval.
Lag 19–22: Till nedflyttningskval.
Lag 23–24: Nedflyttade.
| Nr | Lag                   | S  | V  | O  | F  | GM | IM | MS  | P  |
| -- | --------------------- | -- | -- | -- | -- | -- | -- | --- | -- |
| 1  | Cobresal              | 33 | 23 | 9  | 1  | 67 | 18 | +49 | 56 |
| 2  | San Luis de Quillota  | 33 | 17 | 9  | 7  | 53 | 32 | +21 | 44 |
| 3  | Deportes Laja         | 33 | 15 | 12 | 6  | 55 | 38 | +17 | 42 |
| 4  | Malleco Unido         | 33 | 12 | 16 | 5  | 47 | 30 | +17 | 40 |
| 5  | Deportes La Serena    | 33 | 15 | 10 | 8  | 54 | 46 | +8  | 40 |
| 6  | Coquimbo Unido        | 33 | 14 | 9  | 10 | 58 | 38 | +20 | 38 |
| 7  | Lota Schwager         | 33 | 14 | 9  | 10 | 40 | 41 | −1  | 37 |
| 8  | Deportes Victoria     | 33 | 12 | 12 | 9  | 43 | 35 | +8  | 36 |
| 9  | Unión La Calera       | 33 | 13 | 10 | 10 | 51 | 44 | +7  | 36 |
| 10 | Deportes Concepción   | 33 | 14 | 8  | 11 | 43 | 39 | +4  | 36 |
| 11 | Deportes Linares      | 33 | 11 | 12 | 10 | 56 | 50 | +6  | 34 |
| 12 | Deportes Puerto Montt | 33 | 11 | 11 | 11 | 45 | 47 | −2  | 33 |
| 13 | Quintero Unido        | 33 | 11 | 9  | 13 | 40 | 47 | −7  | 31 |
| 14 | Unión Santa Cruz      | 33 | 10 | 10 | 13 | 57 | 58 | −1  | 30 |
| 15 | Deportes Valdivia     | 33 | 9  | 12 | 12 | 40 | 48 | −8  | 30 |
| 16 | General Velásquez     | 33 | 9  | 11 | 13 | 48 | 56 | −8  | 29 |
| 17 | Iberia                | 33 | 9  | 11 | 13 | 36 | 49 | −13 | 29 |
| 18 | Provincial Osorno     | 33 | 7  | 14 | 12 | 32 | 43 | −11 | 28 |
| 19 | San Antonio Unido     | 33 | 10 | 8  | 15 | 36 | 54 | −18 | 28 |
| 20 | Deportes Ovalle       | 33 | 10 | 7  | 16 | 31 | 41 | −10 | 27 |
| 21 | Curicó Unido          | 33 | 6  | 13 | 14 | 38 | 58 | −20 | 25 |
| 22 | Ñuble Unido           | 33 | 9  | 6  | 18 | 37 | 51 | −14 | 24 |
| 23 | Colchagua             | 33 | 7  | 9  | 17 | 44 | 60 | −16 | 23 |
| 24 | Santiago Morning      | 33 | 5  | 9  | 19 | 38 | 66 | −28 | 19 |

## Uppflyttningskval
Lag 1–2: Uppflyttade till Primera División.
Lag 3–4: Kvar i Segunda División.
| Nr | Lag                | S | V | O | F | GM | IM | MS | P |
| -- | ------------------ | - | - | - | - | -- | -- | -- | - |
| 1  | Deportes La Serena | 3 | 2 | 1 | 0 | 13 | 7  | +6 | 5 |
| 2  | Coquimbo Unido     | 3 | 2 | 1 | 0 | 9  | 6  | +3 | 5 |
| 3  | Deportes Laja      | 3 | 1 | 0 | 2 | 11 | 13 | −2 | 2 |
| 4  | Malleco Unido      | 3 | 0 | 0 | 3 | 8  | 15 | −7 | 0 |

## Nedflyttningskval
Lag 1–2: Kvar i Segunda División.
Lag 3–4: Nedflyttade.
| Nr | Lag               | S | V | O | F | GM | IM | MS | P |
| -- | ----------------- | - | - | - | - | -- | -- | -- | - |
| 1  | Curicó Unido      | 3 | 3 | 0 | 0 | 8  | 1  | +7 | 6 |
| 2  | Deportes Ovalle   | 3 | 2 | 0 | 1 | 7  | 2  | +5 | 4 |
| 3  | Ñuble Unido       | 3 | 1 | 0 | 2 | 2  | 8  | −6 | 2 |
| 4  | San Antonio Unido | 3 | 0 | 0 | 3 | 1  | 7  | −6 | 0 |